# Karel Janež
Karel Janež, slovenski telovadec, * 22. januar 1914, Ljubljana, † april 2006.
Janež je za Jugoslavijo nastopil na Poletnih olimpijskih igrah 1948 v Londonu ter na Poletnih olimpijskih igrah 1952 v Helsinkih.